# Imbolc

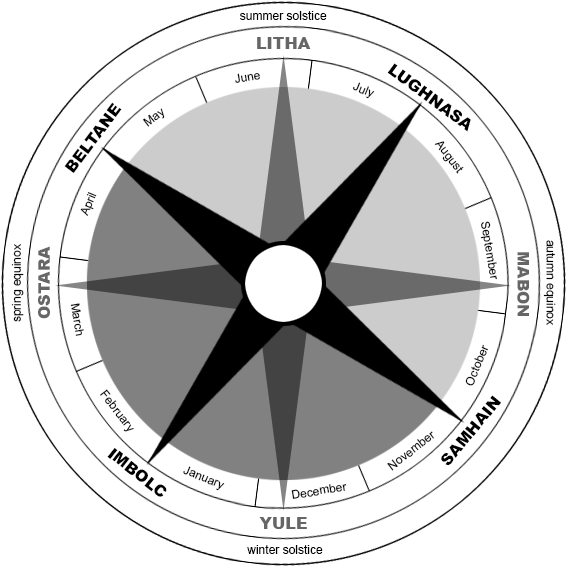
Neo-pagan wheel of the year

O Imbolc, Imbolg ou Oilmec é um festival gaélico que marca o início da primavera. É comumente realizado nos primeiros dias de fevereiro ou a meio caminho entre o solstício de inverno e o equinócio de primavera. Historicamente, o festival de Imbolc foi observado na Irlanda, Escócia e Ilha de Man. É considerado com um dos quatro festivais sazonais gaélicos, junto com Beltane, Lughnasadh e Samhain. Também corresponde ao festival galês Gŵyl Fair y Canhwyllau. Os cristãos comemoram, nessa data, o dia de santa Brígida, especialmente na Irlanda.[carece de fontes?]

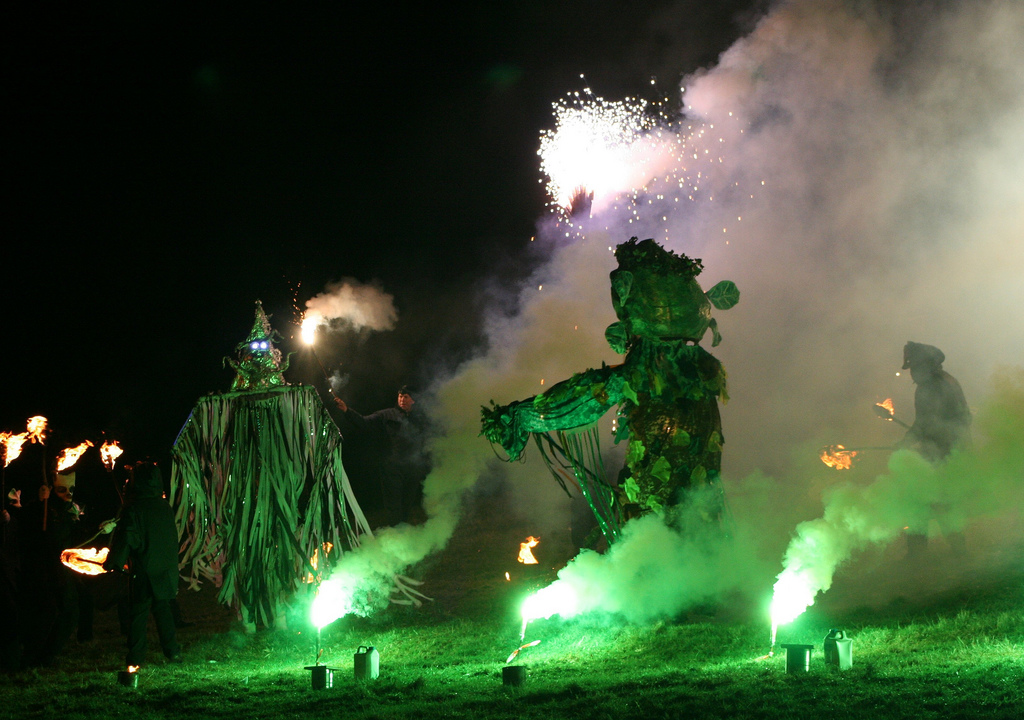
Boneco de "Jack Geada", representando o inverno, combate o boneco do "Homem Verde", representando a primavera, no Imbolc de 2008 em Huddersfield

## Etimologia
O Imbolc irlandês deriva do antigo irlandês i mbolg, "na barriga". É uma referência à gravidez de ovelhas. Um glossário medieval classifica o termo como Oimelc, "leite de ovelha". Alguns neopagãos usam o termo Oimelc como um nome para o festival.

## História
O Imbolc na Irlanda é celebrado nessa data desde o período neolítico. Isto é confirmado pelo alinhamento de alguns monumentos megalíticos. Por exemplo: no montículo dos Reféns, na colina de Tara, a câmara interna está alinhada com o nascer do sol nas datas de Imbolc e Samnhain.
O Imbolc é mencionado em algumas das primeiras literaturas irlandesas e há evidências de que tenha sido uma data importante desde os tempos antigos para os povos celtas. Acredita-se que ela era originalmente uma festa celta pagã, associada com a deusa Brighid e que foi cristianizada como um festival a santa Brígida, a imagem cristianizada da deusa Brighid. No Imbolc, cruzes de Brighid são feitas e uma figura em forma de boneca representando a deusa Brighid ou santa Brígida, chamada de Brídeóg, é construída para ser desfilada pelas ruas das cidades. Para receber suas bênçãos, as pessoas construíam uma "cama" para Brighid, um espaço onde era colocado oferendas e itens a serem abençoados. Fazendeiros e donos de criações comumente pediam para Brighid abençoar seus rebanhos e plantações.[carece de fontes?]
Embora muitos dos costumes tenham se perdido no século XX, essa tradição ainda é observada em vários lugares, sendo considerados eventos culturais. Desde o final do século XX muitos neopagãos e wiccanos têm comemorado o Imbolc, muitas vezes adaptando o evento à sua região. Porém, tais adaptações não representam a real festividade celta.[carece de fontes?]